# Bar Glaciar
El Bar Glaciar és un establiment situat a la plaça Reial de Barcelona, catalogat com a d'interès (categoria E2).

## Història
El 1929, s'hi traslladà l'antic Bar Glacier de la Rambla del Centre, i el 1977 es traspassà la propietat però conservant el nom. Va ser un lloc de trobada per a intel·lectuals i autors del segle xx, com Mario Vargas Llosa o Gabriel García Márquez.

## Descripció
Es troba en un dels angles dels porxos de la plaça. L'exterior del local és bastant senzill: un tancament de fusteria de quatre fulls dobles i portes, amb una franja de sòcol massís i la resta de vidriera. El conjunt és encaixat al marc de les obertures i arran de façana.
A l'interior, el local és de planta rectangular amb dues columnes de fust estriat. Del mobiliari interior destaca la barra de l'establiment fet de marbre de diferents colors i de forma cantonera, les taules amb estructura de fusta i el moble boteller de fusta, situat darrere la barra.